# Eucirroedia pampina
Eucirroedia pampina är en fjärilsart som beskrevs av Achille Guenée 1852. Eucirroedia pampina ingår i släktet Eucirroedia och familjen nattflyn. Inga underarter finns listade i Catalogue of Life.

## Bildgalleri

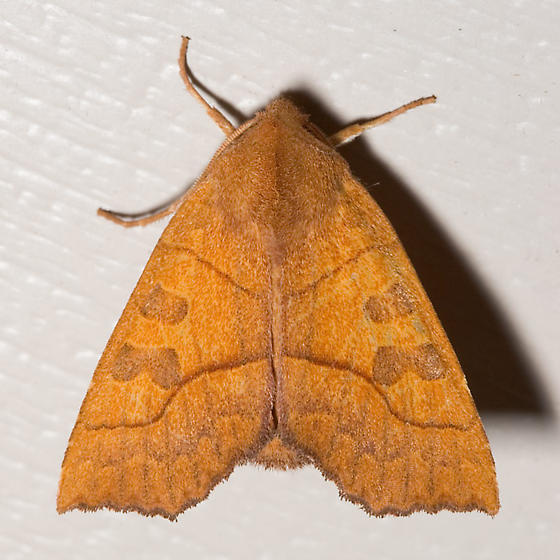